# Protostrator

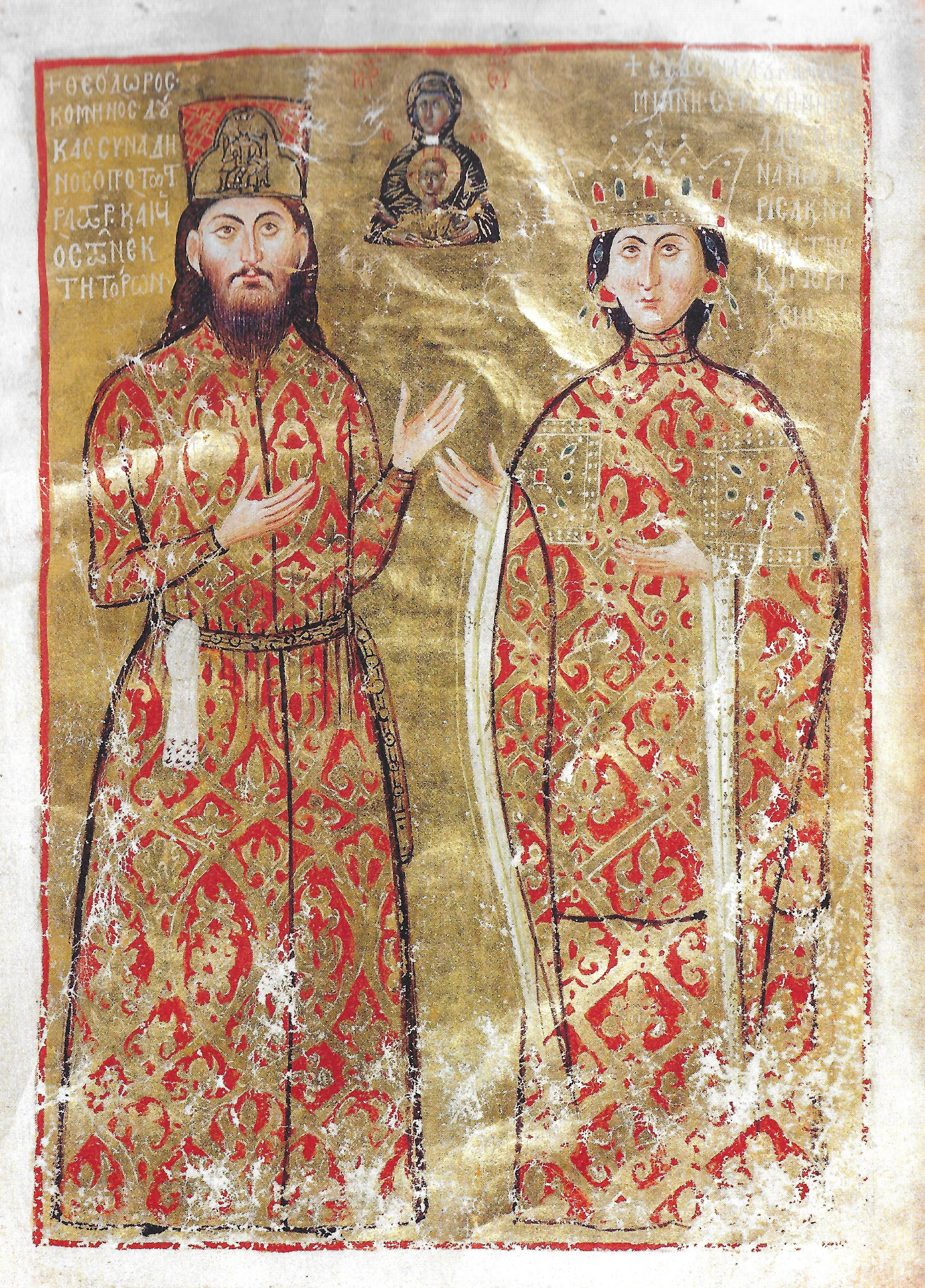
El prōtostratōr Teodoro Sinadeno y su esposa con vestidos de la corte, del Lincoln Typikon (entre 1328 y 1344)

Prōtostratōr (en griego: πρωτοστράτωρ) era un cargo de la corte  bizantina, originariamente como el maestro de establos imperial. Su proximidad a la persona imperial condujo a un papel muy visible en las ceremonias imperiales y sirvió como trampolín para que varias personas capaces, como Manuel el Armenio o los futuros emperadores Miguel II y Basilio I el macedonio, alcanzaran los cargos más altos. Desde mediados del siglo XI, el puesto aumentó en importancia, convirtiéndose más en una dignidad honorífica para los miembros superiores de la corte, que en un cargo propiamente dicho. A partir del siglo XIII, el puesto podía ser desempeñado por varias personas y ocupaba el octavo lugar en la jerarquía general de la corte. A lo largo de su historia, fue un título que a menudo ostentaban los altos mandos militares. La forma femenina del título, dada a las esposas de los prōtostratores, era prōtostratorissa (πρωτοστρατόρισσα).

## Historia y evolución
El título significa «primer stratōr», lo cual refleja la naturaleza inicial del cargo como jefe de la orden imperial (taxis) de los stratores (στράτορες, «novios»), que formaban una schola stratorum, como se atestigua para el personal del prefecto pretoriano de África en el siglo VI. Un domestikos tōn stratorōn aparece bajo Justiniano II (r.  685-695, 705-711) y un prōtostratōr del Opsikion llamado Rouphos en 712. Sin embargo, el primer titular del puesto que se menciona como un personaje relativamente importante es el spatharios Constantino, hijo del patrikios Bardanes, mencionado casi al final de una lista de víctimas de la persecución iconoclasta bajo Constantino V (r.  741-775) en 765. El spatharios Constantino es también el primer titular conocido del puesto de «prōtostratōr imperial» (βασιλικός πρωτοστράτωρ, basilikos prōtostratōr).